# Klibbpilört
Klibbpilört (Persicaria viscosa) är en slideväxtart som först beskrevs av Buch.-ham. och David Don, och fick sitt nu gällande namn av Hugo Gross och Takenoshin Nakai. Klibbpilört ingår i släktet pilörter, och familjen slideväxter. Arten har ej påträffats i Sverige.

## Bildgalleri

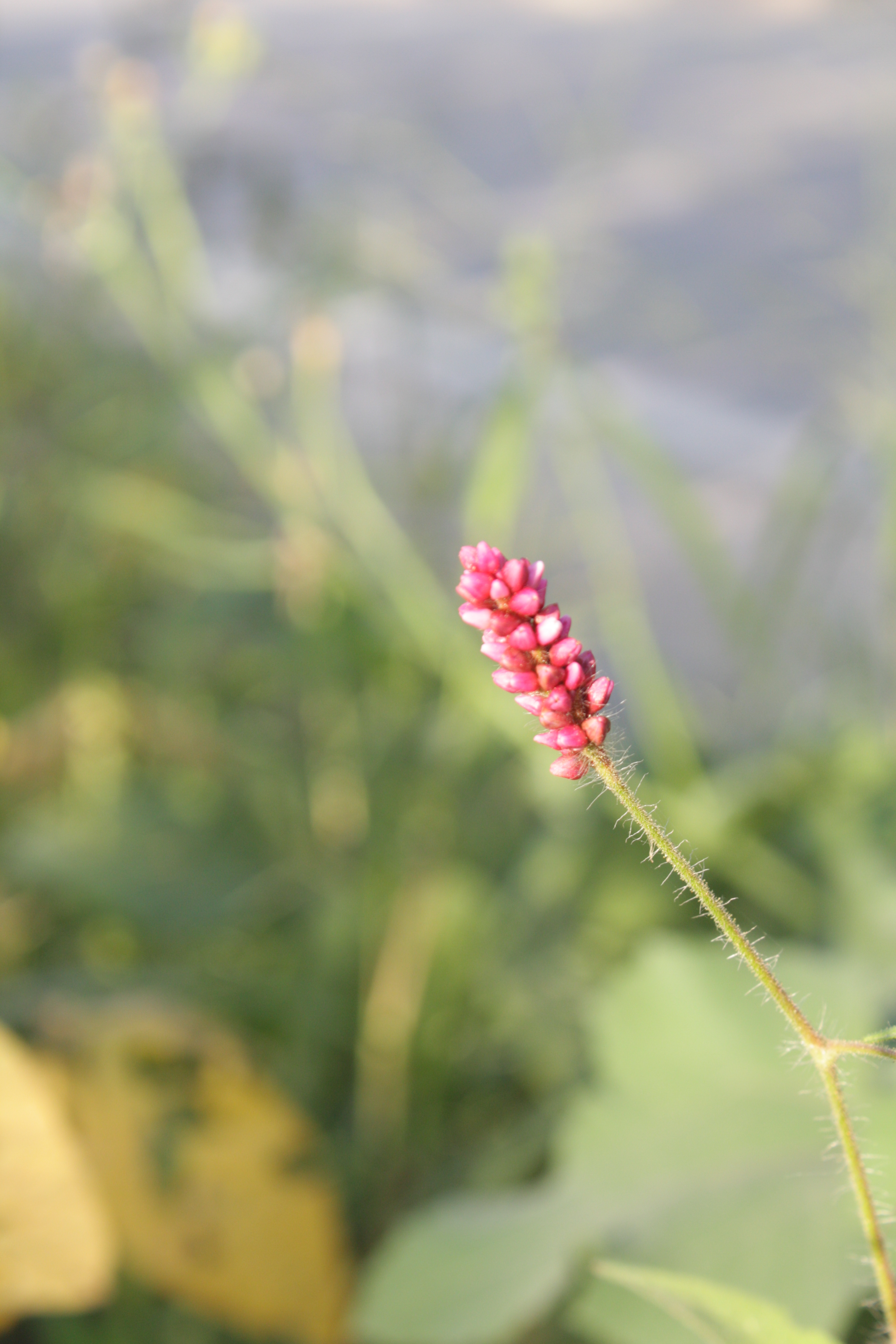
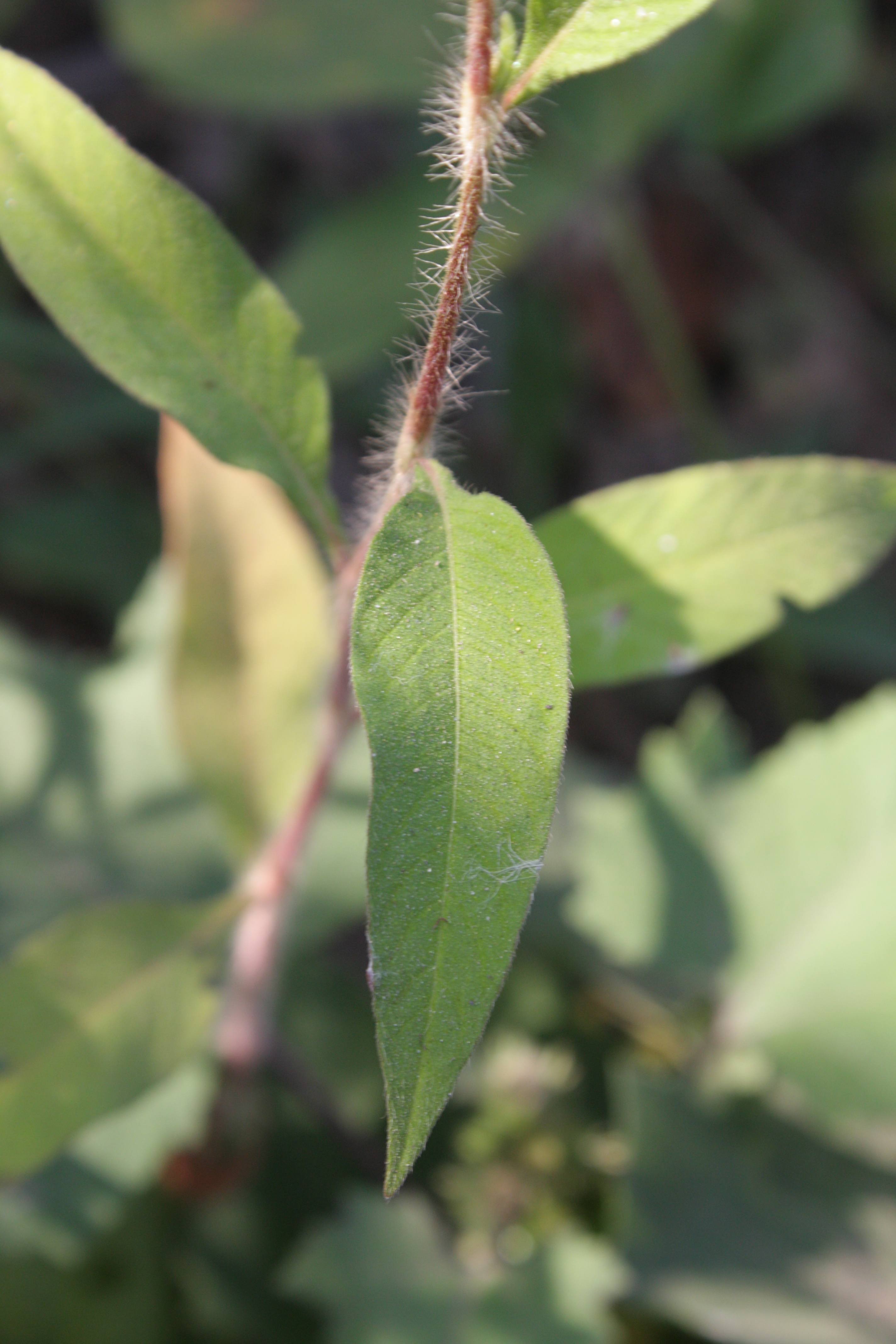
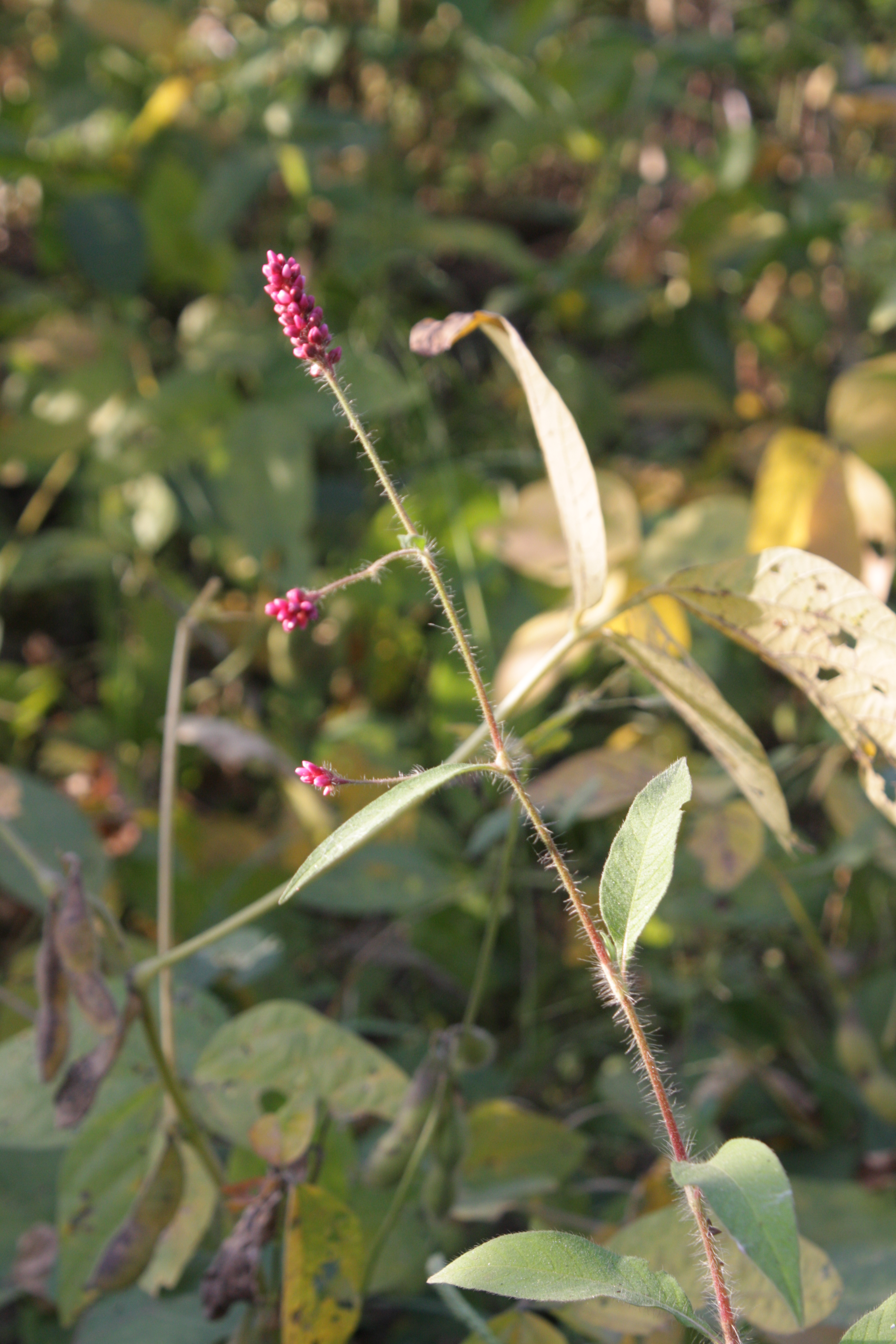